# Lannoy-Cuillère
Lannoy-Cuillère är en kommun i departementet Oise i regionen Hauts-de-France i norra Frankrike. Kommunen ligger i kantonen Formerie som tillhör arrondissementet Beauvais. År 2022 hade Lannoy-Cuillère 281 invånare.

## Befolkningsutveckling
Antalet invånare i kommunen Lannoy-Cuillère
| Referens: INSEE |